# Ambassade de France aux Samoa
 (février 2025).
L'ambassade de France aux Samoa est la représentation diplomatique de la République française auprès des Samoa. Elle est située à Apia, la capitale du pays. Le 6 janvier 2025, Guillaume Lemoine est nommé ambassadeur de France aux Samoa.

## Histoire
Les Samoa occidentales ont obtenu leur indépendance de la Nouvelle-Zélande le 1er janvier 1962. La France était représentée par son ambassadeur en Nouvelle-Zélande. De 1971 à 2023, celui-ci est accrédité comme ambassadeur auprès de l'État samoan, mais reste en résidence à Wellington. 
Lors d'un déplacement du président français Emmanuel Macron au Vanuatu le 27 juillet 2023, celui-ci annonce accroître ses liens diplomatiques avec l'état samoan en y ouvrant une ambassade. Le consulat honoraire prend ainsi fin à ses fonctions pour y être remplacé par une ambassade.

## Ambassadeurs de France aux Samoa
| De   | À     | Ambassadeur                       | Résidence  |
| ---- | ----- | --------------------------------- | ---------- |
| 1971 | 1976  | Christian de Nicolay              | Wellington |
| 1976 | 1978  | Albert de Schonen                 | Wellington |
| 1978 | 1981  | Jean Gueury                       | Wellington |
| 1981 | 1986  | Jacques Bourgoin                  | Wellington |
| 1986 | 1991  | Jean Gory                         | Wellington |
| 1991 | 1996  | Gabriel de Régnauld de Bellescize | Wellington |
| 1996 | 1999  | Jacques Le Blanc                  | Wellington |
| 1999 | 2004  | Jacky Musnier                     | Wellington |
| 2004 | 2007  | Jean-Michel Marlaud               | Wellington |
| 2007 | 2011  | Michel Legras                     | Wellington |
| 2011 | 2013. | Francis Étienne                   | Wellington |
| 2013 | 2015  | Laurent Contini                   | Wellington |
| 2015 | 2018  | Florence Jeanblanc-Risler         | Wellington |
| 2018 | 2023  | Sylvaine Carta-Le Vert            | Wellington |
| 2023 | 2025  | Laurence Beau                     | Wellington |
| 2025 | auj.  | Guillaume Lemoine                 | Apia       |

## Relations diplomatiques

### Relations politiques
Cette section ne s'appuie pas, ou pas assez, sur des sources secondaires ou tertiaires indépendantes du sujet. Le texte peut contenir des analyses inexactes ou inédites de sources primaires.
Pour l'améliorer, ajoutez-en, ou placez des modèles {{Source secondaire souhaitée}} ou {{Source secondaire nécessaire}} sur les passages mal sourcés. (février 2025)
Les relations avec les trois territoires français (Nouvelle-Calédonie, Polynésie Française et Wallis-et-Futuna) sont bonnes et se développent progressivement, notamment avec la Polynésie française et Wallis-et-Futuna avec la signature fin 2016 d’un accord intergouvernemental entre la France et les Samoa pour le raccordement de Wallis-et-Futuna au câble sous-marin de communication numérique Tui Samoa, reliant Samoa aux Fidji, et en fonction depuis février 2018.
Le Premier ministre samoan a participé au quatrième Sommet France-Océanie qui s’est tenu à Paris le 26 novembre 2015 ainsi qu’à la Conférence Paris-Climat 2015 (COP21) en décembre 2015. Il était également présent au Dialogue de Haut niveau organisé en mai 2018 à Nouméa au siège de la Communauté du Pacifique et clôturé par le Président de la République.
L’aide au développement de la France passe essentiellement par le Fonds européen de développement (FED), auquel elle participe pour près de 18%. L’enveloppe allouée à Apia au titre du 11ème FED (2014-2020) s’est élevée à 20 M euros, consacrés essentiellement à l’assainissement de l’eau. Samoa a adhéré en 2020 à l’Accord intérimaire de partenariat économique (APE) conclu entre l’Union européenne et les pays insulaires du Pacifique. Samoa est identifié comme un paradis fiscal par l’Union européenne.
L’action de la France passe également par différents mécanismes régionaux ou globaux, tels que le mécanisme FRANZ (coordination avec l’Australie et la Nouvelle-Zélande des opérations d’assistance en cas de catastrophes naturelles) ou l’initiative COVAX (au 4 avril 2022, l’État indépendant des Samoa a reçu 215 200 doses par ce biais).

### Relations économiques
Les exportations françaises (hors matériel militaire) s'élevaient à 3,1 millions d'euros en 2021. Les importations françaises provenant des Samoa étaient de 84 000 euros en 2021.

Les importations françaises ne représentaient que 0,068% des importations et 0,29% des exportations des Samoas en 2023.